# Huilatherium pluriplicatum
Huilatherium pluriplicatum è un mammifero erbivoro estinto, appartenente ai notoungulati. Visse nel Miocene medio (circa 13 – 12 milioni di anni fa) e i suoi resti fossili sono stati ritrovati in Sudamerica (Colombia).

## Descrizione
Di grandi dimensioni, questo animale poteva superare raggiungere i due metri e mezzo di lunghezza e il peso doveva aggirarsi (e forse oltrepassare) la mezza tonnellata. Frammenti dello scheletro postcranico indicano che Huilatherium possedeva un corpo robusto, sorretto da zampe abbastanza allungate ma potenti. Il cranio era corto e alto. Rispetto alla maggior parte dei suoi stretti parenti (i leontiniidi), Huilatherium era più specializzato. Nei leontiniidi vi è una graduale specializzazione nella dentatura: gli incisivi si sviluppano maggiormente e appare un diastema (spazio tra i denti anteriori e quelli posteriori) notevolmente sviluppato. In Huilatherium, i canini sono di taglia molto ridotta e gli incisivi, ridotti di numero, sono però molto sviluppati e simili a zanne.

## Classificazione
I primi fossili di questo animale vennero scoperti nel sito di La Venta nel Dipartimento di Huila in Colombia; il primo esemplare, una mascella sinistra di un esemplare giovane, venne descritto da Jane Colwell nel 1965 nella sua tesi di laurea e venne denominato “Laventatherium hylei”. Tuttavia, dal momento che questo nome non apparve mai in una descrizione ufficiale, non venne mai convalidato e rimase un nomen nudum. Solo nel 1985 uno studio di Villarroel e Guerrero Diaz ridescrisse i fossili, attribuendoli a un nuovo genere e a una nuova specie, Huilatherium pluriplicatum. Altri fossili appartenenti a individui adulti vennero scoperti in seguito. Huilatherium fa parte di un gruppo di notoungulati conosciuti come leontiniidi, comprendenti animali di forme pesanti, erbivori e dotati di crani corti e zampe robuste, piuttosto simili ai ben noti toxodontidi. Le caratteristiche di Huilatherium indicano che questo animale era strettamente imparentato con il più antico Taubatherium dell'Oligocene del Brasile e con Colpodon del Miocene inferiore dell'Argentina e del Cile, insieme ai quali forma un clade tropicale di leontiniidi derivati.

## Paleobiologia
I resti fossili di Taubatherium e di Huilatherium indicano uno spostamento verso nord dei leontiniidi. Sembra che i leontiniidi si spostarono verso le parti settentrionali del Sudamerica mano a mano che i cambiamenti climatici portavano alla scomparsa degli ambienti boschivi in cui vivevano. Huilatherium è l'ultimo leontiniide noto.